# Kurt Johannesson
Kurt John Paul Johannesson, född 9 juni 1935 i Voxnabruk, död 20 februari 2020 i Gottsunda distrikt, Uppsala, var en svensk professor i retorik.

## Biografi
Johannesson avlade studentexamen vid Sollefteå läroverk 1954. Han skrevs in vid Uppsala universitet 1955 och blev filosofie kandidat 1958. Där avlade han filosofisk ämbetsexamen 1959 och filosofie licentiatexamen 1963 samt disputerade han för filosofie doktorsgraden i litteraturhistoria den 24 maj 1968 på avhandlingen I polstjärnans tecken – Studier i svensk barock, som behandlade vältaligheten på latin och svenska i Sverige under senare delen av 1600-talet. Därefter verkade han som universitetslektor och docent i litteraturhistoria med poetik (1973) vid litteraturvetenskapliga institutionen vid Uppsala universitet 1968–1981. Under åren 1982–1987 innehade han en forskartjänst i retorik vid Humanistisk-samhällsvetenskapliga forskningsrådet (HSFR). Där utnämndes Johannesson 1988 till professor i samma ämne, en professur som senare överfördes till Uppsala universitet. Vid tillsättningen var han Sveriges ende retorikprofessor; därefter har professorer tillsatts även vid Örebro universitet, Södertörns högskola och Lunds universitet. Han blev professor emeritus 2000 och jubeldoktor 2018.
Johannesson var 1985 gästprofessor i skandinavisk litteratur vid University of California, Berkeley. Han var ledamot av Michaelisgillet, Kungl. Vetenskaps-Societeten i Uppsala, Kungl. Vetenskapssamhället i Uppsala, Kungl. Humanistiska Vetenskaps-Samfundet i Uppsala, Kungl. Vitterhetsakademien samt Nathan Söderblom-sällskapet.
Johannesson har publicerat litteraturhistoriska verk om huvudsakligen medeltiden, renässansen och barocken samt många retoriska studier. Han betraktas allmänt som en av dem som betytt mest för retorikämnets återkomst i svensk humanistisk vetenskap från 1960-talet och framåt.